# Eliezer Batista
Eliezer Batista da Silva (Nova Era, Minas Gerais; 4 de mayo de 1924-Río de Janeiro, Estado de Río de Janeiro; 18 de junio de 2018) fue un ingeniero brasileño.

## Biografía
Era hijo de José Batista da Silva y de Maria da Natividade Pereira, y padre del empresario Eike Batista, el hombre más adinerado del Brasil. 
Se destacó en la presidencia de la Companhia Vale do Rio Doce. Tuvo una notoria actuación en el Programa Grande Carajás (PGC), iniciativa de exploración de riquezas de la provincia mineral dos Carajás.